# 니시카와 히로미
니시카와 히로미(일본어: 西川 宏美 にしかわ ひろみ[*])는 일본의 여성 성우. 도쿄도 출신. 아오니 프로덕션 소속.

## 출연 작품
- 가면라이더 아기토 - 재규어 로드/퀸-판테라스 마기스트라
- 게게게의 키타로 - 여성A, 미녀, 주부A (4기), 비서(5기)
- 기동천사 엔젤릭 레이어 - 이나다 유코
- 닌자보이 란타로 - 사무의 할머니
- 도라에몽 - 주부, 유령, 집주인
- 마법사에게 소중한 것 - 소우타의 어머니
- 명탐정 코난 - 미치다 준코, 주부(821화 엑스트라)
- 무적코털 보보보 - 어뢰걸
- 극장판 미소녀 전사 세일러 문 R - 캄파눌라, 아이, 점원
- 슈퍼전대 시리즈
  - 백수전대 가오레인저 - 하이네스 듀크 오르그 라세츠(머리)
  - 인풍전대 허리케인저 - 향수닌자 킬라 코로네
- 슬램덩크 - 희정(마츠이), 여대생, 여학생, 루카와 친위대
- 영웅전설 하늘의 궤적 - 루시오라
- 영웅전설 섬의 궤적 - 스칼렛
- 이누야샤
- 원피스 - 무디, 팬지, 여전사, 코스모스,목련
- 지구방위가족 - 부관
- 철완 탐정 로보타크
- 초중신 그라비온 - 린다
- 크레용 신짱 - 아주머니, 여대생B, 가게 아주머니,중년 여성
  - 태풍을 부르는 영광의 불고기 로드 - 시모다의 아내
- 키테레츠 대백과 - 주부, 어린이, 여대생 외 단역
- 파워퍼프걸Z - 미용실 손님
- 폭조 바헌터 - 모나리자
- 하급생2 - 요코미조 후미